# کردستان تی‌وی
کردستان تی‌وی (Kurdistan Tv) یک کانال تلویزیونی متعلق به حزب دموکرات کردستان عراق است که در سال ۱۹۹۹ تأسیس و شروع به کار کرده‌است. برنامه‌های کردستان تی‌وی به زبان کردی (سورانی و کرمانجی) پخش می‌شود. دفتر مرکزی آن در شهر اربیل در مجاورت دفتر سیاسی حزب دمکرات کردستان عراق قرار دارد. دفاتر اروپایی کردستان تی وی در هلند و آلمان مستقر هستند.